# Vegueria
| Vegueria |
| --- |
| 2016 års katalanska regionplan, baserad på principen om veguerior. Alt Pirineu i Aran Àmbit metropolità Camp de Tarragona Comarques Centrals Comarques Gironines Penedès Ponent Terres de l'Ebre - Typ – territoriell indelning av (främst) Katalonien - Historik – bakgrund i det medeltida katalanska furstendömets fögderier, återanvänt 1936–39 och sedan 2010 - Mål – att ersätta provinsindelningen i Katalonien - Användning – än så länge mest vid katalansk statistikföring - Antal – 7 veguerior från 1995, 8 från 2017 |

Vegueria (katalanskt plural: vegueries) är en främst historisk territoriell indelning av Katalonien. Den har sedan 1995 åter etablerats inom den nuvararande autonoma spanska regionen, för administrativa och statistiska syften. Indelningen konkurrerar med och är tänkt att ersätta Kataloniens indelning i provinser, något som Spanien motsätter sig.

## Historia

### Tidigare bruk
En vegueria (äldre katalanska: vegueriu, spanska: veguerío) var fordom territoriet styrt av en veguer. Denne lydde under en greve eller vicegreve, senare under kungen, med juridisk makt inom kyrkans och baroniernas fält. En ännu äldre stavning är vicaria (spanska: vicaría). Ordet syftar på namnet på den viktiga orten (('vicus) som var centralort för området.
Veguerian var en institution inom det medeltida Furstendömet Katalonien och södra Frankrike (Occitanien); det var i bruk från 1100-talet till 1700-talet. Systemet avskaffades med ett spanskt dekret 1716 (då Katalonien genom Nova Planta blev centralstyrt från Madrid), i Nordkatalonien först 1790 (genom Franska revolutionen).
I Andorra fanns fram till 1993 två veguerior – den episkopala veguerrian och den franska veguerian. De representerade var för sig de två statsöverhuvudena i landet – biskopen av Urgell och Frankrikes president. Dessa två veguerior avskaffades genom godkännandet av den nya andorranska konstitutionen som istället överflyttade funktionen som statsöverhuvud till inhemska potentater.
Motsvarande indelning av Katalonien användes även under åren 1936-39. Den avskaffades i samband med avslutningen av spanska inbördeskriget och ersattes av de fyra (centralstyrda) provinserna.

### Nyetablering i Katalonien
Sedan 1990-talet pågår ett återupprättande av vegueriorna som begrepp. I 2006 års katalanska autonomistatuter (godkända 2010) finns veguerian inskriven som en territoriell indelning av juridisk karaktär och med två syften:
- organiserat samarbete mellan olika katalanska kommuner (se även comarca och kommunalförbund)
- organisering av det katalanska regionstyrets tjänster

Den ursprungliga och fram till 2017 gällande indelningen stipulerar sju olika veguerior. På papperet benämns de ofta som 'funktionella och territoriella områden' (katalanska àmbits funcionals territorials), men både inofficiellt och i massmedier används det omväxlande med det historiska katalanska begreppet vegueria. De sju områdesnamnen är som följer:
| Namn               | Alternativt namn (översättning)                        | Omfattning                                                                                                 | Noter                               |
| ------------------ | ------------------------------------------------------ | --- | ----------------------------------- |
| Alt Pirineu i Aran | ('Övre Pyrenéerna och Aran)                            | Comarcorna Alta Ribagorça, Alt Urgell, Cerdanya, Pallars Jussà, Pallars Sobirà och Val d'Aran              | norra halvan av provinsen Lleida    |
| Barcelona          | Àmbit metropolità                                      | comarcorna Alt Penedès, Baix Llobregat, Barcelonès, Garraf, Maresme, Vallès Occidental och Vallès Oriental | södra delen av provinsen Barcelona  |
| Camp de Tarragona  | Tarragona                                              | Tarragonès, Alt Camp, Baix Camp, Baix Penedès, Conca de Barberà och Priorat                                | provinsen Tarragona                 |
| Catalunya Central  | Comarques centrals ('De centrala comarcorna')          | comarcorna Anoia, Bages, Berguedà, Osona och Solsonès                                                      | norra halvan av provinsen Barcelona |
| Girona             | Comarques Gironines ('Girona-comarcorna')              | comarcorna Alt Empordà, Baix Empordà, Garrotxa, Gironès, Pla de l'Estany, Ripollès och Selva               | provinsen Girona                    |
| Lleida             | Ponent ('solnedgångens land'); jämför Franja de Ponent | comarcorna Garrigues, Noguera, Pla d'Urgell, Segarra, Segrià och Urgell                                    | södra delen av provinsen Lleida.    |
| Terres de l'Ebre   | ('Ebrolanden')                                         | Baix Ebre, Montsià, Ribera d'Ebre och Terra Alta                                                           | västra delen av provinsen Tarragona |

Som synes ovan baseras de nya vegueriorna i de flesta fall på en styckning av regionens fyra provinser. Dessa har de fyra största stadsområdena i Katalonien som centrum, men flera av provinserna sträcker sig långt från residensstäderna – upp i Pyrenéerna, inåt landet och mot sydväst. Denna "brist" uppvägs i viss mån med hjälp av indelningen i veguerior.
2010 förbereddes skapandet av ytterligare en vegueria – Penedès, som är känd som vinregion och består av ett relativt litet men ganska tättbefolkat jordbruksområde väster om Barcelona. Veguerian, som slutligen inrättades i februari 2017, utgörs av västliga delar av veguerian Barcelona och östliga delar av veguerian Camp de Tarragona.
Tillsammans grupperar de upp de 42 katalanska comarcorna i större enheter med historisk grund. Så länge som de fyra katalanska provinserna fungerar som valkretsar i allmänna spanska val, kan dessa inte ersättas helt. Vegueriorna har dock på senare år har de fått en allt större betydelse inom regional administration och statistikföring. Dessutom spelar de roll som regionbegrepp för olika regionala dagstidningar och deras bilagor (sektioner) med lokal inriktning; Ara har bilagor med namn som Terres de Lleida, Camp de Tarragona och Comarques Gironines.

## Historik

Kataloniens indelning 1304 i fögderier (katalanska: fogatges).  Veguerior  Senyorior utan veguer.  Val d'Aran.
De katalanska regionerna mellan 1936 och 1939.
1995 års regionplan, etablerad 2006/2010 och med indelning fram till 2017.